# Alejandro Ruiz Granados
Alejandro Ruiz Granados (Málaga, 12 de junio de 1994), conocido como Álex Ruiz, es un jugador profesional de pádel español que actualmente ocupa la 16.ª posición del ranking FIP. Es jugador de drive zurdo y pareja deportiva a partir del 2025 será el argentino Alex Chozas.
Fue diagnosticado con diabetes tipo 1 a los diez años de edad.

## Carrera deportiva
Ruiz comenzó su carrera deportiva en el World Padel Tour en 2013, en la primera temporada del mismo, aunque únicamente ganó 8 partidos de 26.
En 2015, Matías Marina se convirtió en su nueva pareja deportiva, logrando juntos el Córdoba Challenger 2015, siendo el primer título ganado por ambos. En la temporada 2016 decidieron seguir juntos, hasta su separación a mitad de temporada, cuando Seba Nerone se convirtió en la nueva pareja de Álex. Semanas antes de su separación, Matías Marina y Álex Ruiz habían logrado ganar el Lisboa Challenger 2016.
Con Seba Nerone llegó a disputar dos finales Challenger en 2017.
En 2018, Agustín Gómez Silingo se convirtió en su nueva pareja deportiva. Con él, de nuevo consiguieron llegar a dos finales de Challenger, como hiciera con Nerone en 2017, sin embargo, no pudieron ganar ninguna de ellas.
En 2019, Martín Sánchez Piñeiro se convirtió en su nueva pareja deportiva, alcanzando muy buen nivel en torneos Challenger. En septiembre de 2020 terminaron separándose como pareja, convirtiéndose Pablo Lijó en su nuevo compañero.
Con Pablo Lijó disputó lo que quedaba de la temporada 2020, pero en 2021 decidió comenzar la temporada junto a Franco Stupaczuk, postulándose ambos como una de las parejas más fuertes, algo que quedó demostrado en los dos primeros torneos de la temporada, el Madrid Open y el Alicante Open, en los que cayeron frente a Fernando Belasteguín y Sanyo Gutiérrez por 6-7, 6-4 y 6-3, y frente a Juan Lebrón y Alejandro Galán, por 6-0 y 6-4, respectivamente.
En el Sardegna Open 2021 lograron finalmente la victoria, tras imponerse por 6-2 y 7-6 a Paquito Navarro y Martín di Nenno, lo que supuso el primer gran título de Álex Ruiz en su carrera deportiva.

## Palmarés

### Premier Padel

#### Finales
| N.º | Año  | Torneo      | Pareja        | Oponentes en la final | Resultado |
| --- | ---- | ----------- | ------------- | --------------------- | --------- |
| 1   | 2024 | Bordeaux P2 | Momo González | Coki Nieto Jon Sanz   | 1-6 / 4-6 |

### World Padel Tour

#### Títulos
| N.º | Año                      | Torneo        | Pareja           | Oponentes en la final           | Resultado       |
| --- | ------------------------ | ------------- | ---------------- | ------------------------------- | --------------- |
| 1   | 12 de septiembre de 2021 | Sardegna Open | Franco Stupaczuk | Martín Di Nenno Paquito Navarro | 6-2 / 7-6(4)    |
| 2   | 5 de diciembre de 2021   | México Open   | Franco Stupaczuk | Martín Di Nenno Paquito Navarro | 6-3 / 3-6 / 6-2 |

#### Finales
| N.º | Año                      | Torneo          | Pareja           | Oponentes en la final                | Resultado       |
| --- | ------------------------ | --------------- | ---------------- | ------------------------------------ | --------------- |
| 1   | 11 de abril de 2021      | Madrid Open     | Franco Stupaczuk | Sanyo Gutiérrez Fernando Belasteguín | 7-6 / 4-6 / 3-6 |
| 2   | 25 de abril de 2021      | Alicante Open   | Franco Stupaczuk | Juan Lebrón Alejandro Galán          | 0-6 / 4-6       |
| 3   | 24 de octubre de 2021    | Córdoba Open    | Franco Stupaczuk | Martín Di Nenno Paquito Navarro      | 3-6 / 3-6       |
| 4   | 5 de junio de 2022       | Marbella Master | Momo González    | Juan Lebrón Alejandro Galán          | 2-6 / 4-6       |
| 5   | 25 de septiembre de 2022 | Madrid Master   | Momo González    | Arturo Coello Fernando Belasteguín   | 4-6 / 2-6       |
| 6   | 30 de julio de 2023      | Málaga Open     | Juan Tello       | Arturo Coello Agustín Tapia          | 5-7 / 6-7(3)    |

#### WPT Challenger
- Córdoba Challenger 2015, junto a Matías Marina
- Lisboa Challenger 2016, junto a Matías Marina

### Campeonato Mundial
- Campeonato Mundial de Pádel de 2021[14]